# Meterostachys
Meterostachys — монотипный род суккулентных растений семейства Толстянковые, родом из Японии и Кореи.

## Таксономия
Meterostachys Nakai, First published in Bot. Mag. (Tokyo) 49: 74 (1935).

## Виды
По данным сайта POWO на 2022 год, род включает один подтвержденный вид:
- Meterostachys sikokianus (Makino) Nakai

#### Синонимы
Гомотипные (основанные на одном и том же номенклатурном типе):
- Cotyledon sikokiana Makino, Y.Iinuma, Somoku-Dzusetsu, ed. 3, 2: 658 (1910)
- Orostachys sikokiana (Makino) Ohwi, Bull. Natl. Sci. Mus. Tokyo 33: 73 (1953)
- Sedum orientiasiaticum Makino, J. Jap. Bot. 4: 8 (1927)
- Sedum sikokianum (Makino) Raym.-Hamet, Candollea 4: 48 (1929), nom. illeg.

Гетеротипные (основанные на разных номенклатурных типах):
- Sedum leveilleanum Raym.-Hamet, Bull. Soc. Bot. France 55: 712 (1909)